# 規定打席
規定打席（きていだせき）は、プロ野球でリーグが発表する打撃ランキングの対象となるために必要な打席の数である。

## 概要
日本野球機構 (NPB) およびメジャーリーグ (MLB) は、規定打席を次のように定めている。
- シーズン中の所属チームの試合総数の3.1倍（小数点以下四捨五入、2008年までは小数点以下切捨て）以上

規定打席数に達しているかどうかが、打者として1シーズンを通じて起用されたか否かの基準とされる場合もある。
NPBのファーム組織（イースタン・リーグ、ウエスタン・リーグ）の規定打席は、上記「3.1」を「2.7」と読み替える。

## 例外規定
原則として首位打者と最高出塁率は規定打席を満たした選手が対象となるが、次のような例外規定がある。
「ただし、必要な打席数に満たない打者でも、その不足数を打数として加算し、なお最高の打率、長打率、出塁率になった場合には、この打者がリーグの首位打者、最高長打率打者、最高出塁率打者となる。」
規定打席に足りない分をすべて凡打であったとみなして打率・長打率・出塁率を算出し、規定打席到達者の打率・長打率・出塁率の1位を上回れば、規定打席未満でも首位打者・最高長打率打者・最高出塁率打者と認定される。このとき残る記録は不足打席数を加えないときの打率・長打率・出塁率である。
この例外規定について首位打者は1967年、最高長打率は1984年、最高出塁率は2008年から適用されている。最高長打率はリーグの公式な表彰項目としない。首位打者はMLB や日本のイースタン、ウェスタン両リーグで例外規定が適用された打者がいるが、セントラル、パシフィック両リーグの一軍では例がない。最高長打率は2003年のロベルト・ペタジーニ、2011年の阿部慎之助、2019年のジュリスベル・グラシアル の3例がある。最高出塁率は2003年のペタジーニが出塁率.457で、不足分を加算しても出塁率.436で、規定打席到達者1位（福留孝介の.401）を上回る例があったが、当時は上記の通り最高出塁率について例外規定が無く同年の最高出塁率は福留である。例外規定適用で最高出塁率打者と公式に認定された例はない。
規定打席と同数の打席数で首位打者を獲得した打者は1975年の白仁天（太平洋クラブライオンズ）、1981年の藤田平（阪神タイガース）、1991年の平井光親（ロッテオリオンズ）の3人がいる。
この例外規定が適用されるのは、不足する打席数を打数に加えてなお首位打者、最高長打率打者、最高出塁率になる場合のみである。それ以外の場合は打率・長打率・出塁率の上位であってもランキングに名前が載らない。

## 過去の規定打席
メジャーリーグでは原則として全試合中3分の2以上出場が規定条件であったが、1942年にアーニー・ロンバルディがわずか309打数（105試合出場）で首位打者になったことから、1950年から(全試合数×2.6)打数が規定条件になった（当時は154試合制であったため、全試合消化時には400打数が条件となる）。
日本プロ野球でも戦後一時期まで打数が規定条件であったが、メジャーリーグで1954年、テッド・ウィリアムズが首位打者となったボビー・アビラの.341を上回る.345を記録しているものの、136四球が影響し386打数で首位打者を逃したことから、1957年シーズン前にメジャーリーグで打席数を採用すること（かつ、試合数x3.1を規定打席とする）が決定され、また日本プロ野球もそれに倣った。NPBの通算打率 の規定は4000打数となっている。
採用当初は現在と同じくチーム試合数に3.1をかけた値を到達すべき規定打席としたが、端数が出ることを嫌ってか翌1958年は両リーグとも400を規定打席とした。ところが、この年のセ・リーグで児玉利一（大洋）と大和田明（広島）が共に401打席で規定打席到達となったため（130試合制のx3.1倍=403打席には足りない。児玉は打撃ベスト10の9位に入った）、1959年以降は再びチーム試合数に3.1をかけた値を到達すべき規定打席として現在に至る。3.1の数字の由来は諸説不明である。
2004年と2008年は夏季オリンピックの野球競技にプロ野球の選手を派遣したことに伴い、五輪派遣選手の規定打席の算出基準となる試合数は所属球団の総試合数から派遣期間中の試合数を減じたものとする特別措置が設けられた。この措置の適用で規定打席到達を認められた打者は以下の通り。
- 2004年（正規の規定打席はセントラル・リーグが427、パシフィック・リーグが412）

| 選手名   | 所属     | 打席数 |
| -------- | -------- | ------ |
| 宮本慎也 | ヤクルト | 390    |
| 福留孝介 | 中日     | 404    |
| 藤本敦士 | 阪神     | 419    |
| 金子誠   | 日本ハム | 372    |

- 2008年（正規の規定打席は両リーグとも446）

| 選手名   | 所属 | 打席数 | 措置適用後の規定打席 |
| -------- | ---- | ------ | -------------------- |
| 森野将彦 | 中日 | 412    | 403                  |
| 新井貴浩 | 阪神 | 410    | 387                  |
| 矢野輝弘 | 阪神 | 404    | 403                  |
| G.G.佐藤 | 西武 | 432    | 396                  |

※これにより、森野とG.G.佐藤は共に自身初の打率3割到達となった。
2009年から規定打席の端数の処理方法が一軍二軍ともに切捨てから四捨五入に変更された。一軍で5試合終了時点の規定打席数は、2008年までは15打席だが2009年から16打席を必要とする。

### 1リーグ時代
| 年     | 規定                 |
| ------ | -------------------- |
| 1936秋 | 打数55               |
| 1937春 | 打数101              |
| 1937秋 | 打数100              |
| 1938春 | 打数101              |
| 1938秋 | 打数100              |
| 1939   | 打数200              |
| 1940   | 打数250              |
| 1941   | 打数201              |
| 1942   | 打数300              |
| 1943   | 打数240              |
| 1944   | 打数100              |
| 1946   | 打数300              |
| 1947   | 打数330              |
| 1948   | 打数400              |
| 1949   | 打数300かつ試合数100 |

### 2リーグ分立後
| 年          | セントラル・リーグ       | パシフィック・リーグ                    |
| ----------- | ------------------------ | --------------------------------------- |
| 1950        | 打数300かつ試合数100     | 打数300                                 |
| 1951        | 打数280                  | 打数（チーム試合数×2.5）                |
| 1952        | 打数300                  | 打数（上位4球団：300、 下位3球団：270） |
| 1953        | 打数325                  | 打数300                                 |
| 1954        | 打数338                  | 打数360                                 |
| 1955        | 打数335                  | 打数360                                 |
| 1956        | 打数338                  | 打数400                                 |
| 1957        | 打席403                  | 打席409                                 |
| 1958        | 打席400                  | 打席400                                 |
| 1959 - 1960 | 打席403                  | 打席（チーム試合数×3.1）                |
| 1961        | 打席403                  | 打席434                                 |
| 1962        | 打席（チーム試合数×3.1） | 打席（チーム試合数×3.1）                |
| 1963 - 1964 | 打席434                  | 打席465                                 |
| 1965        | 打席434                  | 打席434                                 |
| 1966 - 1968 | 打席（チーム試合数×3.1） | 打席（チーム試合数×3.1）                |
| 1969 - 1989 | 打席403                  | 打席403                                 |
| 1990 - 1996 | 打席（チーム試合数×3.1） | 打席403                                 |
| 1997 - 2000 | 打席（チーム試合数×3.1） | 打席418                                 |
| 2001        | 打席434                  | 打席434                                 |
| 2002        | 打席434                  | 打席434                                 |
| 2003        | 打席434                  | 打席434                                 |
| 2004        | 打席427                  | 打席412                                 |
| 2005        | 打席452                  | 打席421                                 |
| 2006        | 打席452                  | 打席421                                 |
| 2007        | 打席446                  | 打席446                                 |
| 2008        | 打席446                  | 打席446                                 |
| 2009        | 打席446                  | 打席446                                 |
| 2010        | 打席446                  | 打席446                                 |
| 2011        | 打席446                  | 打席446                                 |
| 2012        | 打席446                  | 打席446                                 |
| 2013        | 打席446                  | 打席446                                 |
| 2014        | 打席446                  | 打席446                                 |
| 2015        | 打席443                  | 打席443                                 |
| 2016        | 打席443                  | 打席443                                 |
| 2017        | 打席443                  | 打席443                                 |
| 2018        | 打席443                  | 打席443                                 |
| 2019        | 打席443                  | 打席443                                 |
| 2020        | 打席372                  | 打席372                                 |
| 2021        | 打席443                  | 打席443                                 |
| 2022        | 打席443                  | 打席443                                 |
| 2023        | 打席443                  | 打席443                                 |
| 2024        |                          |                                         |

「チーム試合数×x.x」の年は引き分け再試合制採用年

## 規定打席数未満者による主なシーズン記録
- 安打　　126本　川﨑宗則（ソフトバンク） 2007年
- 本塁打　 34本　R.ペタジーニ（巨人）2003年、R.ブライアント（近鉄）1988年
- 打点　　 88点　L.ロペス（広島）2000年
- 盗塁　　 52盗　土屋五郎（国鉄）1951年
- 四球　　 77個　R.ペタジーニ（巨人）2003年　※1リーグ制下では1942年、楠安夫（巨人）の82個

## その他
- 1962年の和田博実（西鉄）と1997年の前田智徳（広島）は共に所属チームの最終戦の9回終了時点では規定打席未到達であったが、試合が延長戦となり延長回に入ってから回ってきた打席で規定打席に到達し、リーグの打率ランキングのベスト10に入った（和田は.325でリーグ7位。前田は.304でリーグ10位。特に和田はこれが生涯ただ1度の打率3割であった）。
- 2010年の金本知憲（阪神）は全試合出場しながら、規定打席未到達というNPB史上初の記録を作った（試合数144、規定打席446で396打席）。この年金本は4月に世界記録である連続フルイニング出場の記録が途絶えたが、NPB歴代2位の連続試合出場の記録は継続中で、試合途中まで、もしくは試合途中から出場したケースが多かったことを示している[13]。金本の連続試合出場は翌2011年に止まった。この2011年も規定打席には到達していない。なお、連続試合出場のNPB記録を持つ衣笠祥雄（広島）も現役最後の年となった1987年は全試合出場しながら規定打席と同数の打席数（試合数130で403打席）にとどまっている[14]。
- 当然ながら、本塁打王、打点王、盗塁王など率ではなく数で決まる場合は規定打席未満の打席数でもタイトルは獲得できる。2012年のウラディミール・バレンティン（ヤクルト）はリーグ最多本塁打ながら、規定打席未到達というNPB史上初の記録を作った（試合数144、規定打席446で422打席）。盗塁王では多数の例があるが、打点王ではまだ規定打席未満の獲得者は出ていない。

## ソフトボール
JDリーグ（日本の女子ソフトボールにおける最上位リーグ）では、規定打席数は「チーム試合数×2.1（小数点以下切捨て）」とされている。

## 脚註
1. 1 2  公認野球規則9.22(a)
2. ↑  トニー・グウィンの項を参照。
3. ↑  規定打席に20打席不足で長打率.683。不足分加算で.643となり、規定打席到達者で最高のアレックス・ラミレスの.616を上回る。
4. ↑  規定打席に9打席不足で長打率.500。不足分加算で.489となり、規定打席到達者で最高のウラディミール・バレンティンの.469を上回る。
5. ↑  規定打席に33打席不足で長打率.595。不足分加算で.5468となり、規定打席到達者で最高の森友哉の.5467を上回る。
6. ↑  1967年は阪神タイガース対大洋ホエールズ戦で放棄試合が1試合あるため、阪神・大洋ともに（チーム試合数-1）×3.1が規定打席となる。
7. 1 2  アテネオリンピックに伴う特別処置あり（前記）。また、プロ野球再編問題に伴うストライキを実施した際に再試合を行わなかったためこのシーズンの試合数はセ・リーグが138、パ・リーグが133となった。
8. 1 2 3 4  2008年は北京オリンピックに伴う特別処置あり（前記）。
9. 1 2 3 4 5 6 7 8 9 10 11 12  144試合行われなかった場合はチーム試合数×3.1で小数点以下四捨五入
10. 1 2 3 4 5 6 7 8 9 10 11 12 13 14 15 16  143試合行われなかった場合はチーム試合数×3.1で小数点以下四捨五入
11. ↑  [新型コロナウイルス感染拡大の影響で、同年のみセ・パともに120試合制になった。
12. 1 2  120試合行われなかった場合は、（チーム試合数）×3.1で小数点以下四捨五入。
13. ↑  2010年シーズンに全試合出場した選手は金本以外に17名（セ・リーグ12、パ・リーグ5）おり、全員が600打席を超えていた。
14. ↑  1987年シーズンに全試合出場した選手は衣笠以外に15名（セ・リーグ8、パ・リーグ7）おり、衣笠に次いで少ない達川光男（広島）でも480打席で他は全員が500打席を超えていた。
15. ↑  JD.LEAGUE競技規程 JD.LEAGUE